# Liesgau

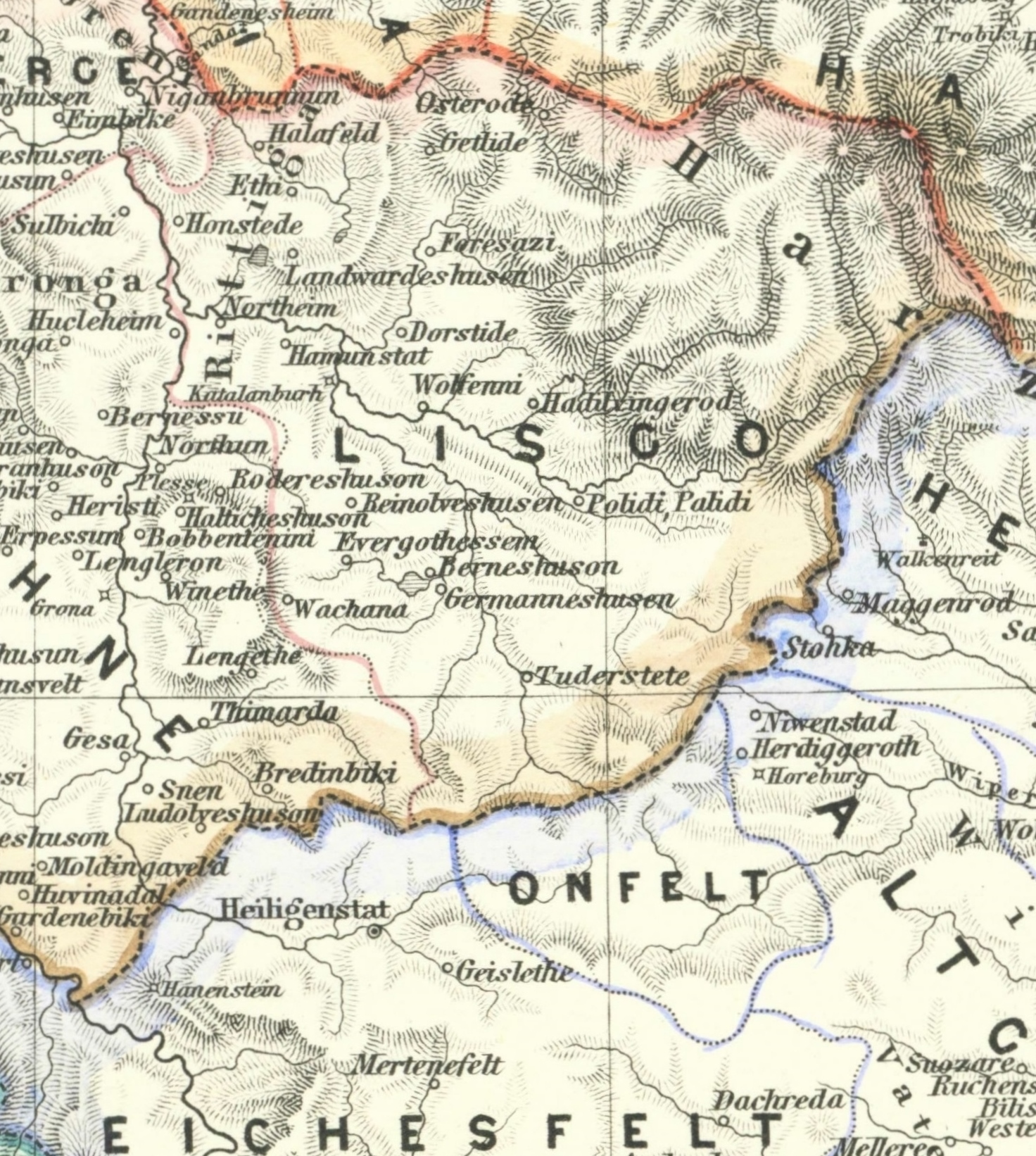
Cartina geografica corrispondente alla suddivisione di Lisgau datata 1880.

Liesgau era una contea (suddivisione conosciuta con il termine di Gau) del Ducato di Sassonia del primo periodo medievale corrispondente con il moderno Circondario di Osterode am Harz del distretto della Bassa Sassonia. Era situato nella parte sud-ovest della catena montuosa dell'Harz e confinava con la vicina città di Duderstadt e, a nord, con la città di Osterode, mentre ad ovest il suo confine era segnato dal fiume Leine.
Liesgau è, certe volte, nominata come Hilsgo in documento datati tra il X e il XII secolo.
Nel XIII secolo, Liesgau è diventato parte del Ducato di Brunswick-Lüneburg, corrispondendo in un futuro alla suddivisione conosciuta come Grubenhagen dello stesso ducato.